# Garching-Forschungszentrum (metrostation)
Garching-Forschungszentrum is een metrostation in de Duitse stad Garching. Het station werd geopend op 14 oktober 2006 en wordt bediend door lijn U6 van de metro van München die in dit station zijn noordelijke terminus heeft.
Het station bedient een aantal onderzoeksafdelingen van de Technische Universiteit München, waaronder het labo met de onderzoeksreactor van de instelling en een aantal instituten van het Max-Planck-Gesellschaft, een deellocatie van het departement fysica van de Ludwig Maximilians-Universiteit, het hoofdkantoor van de Europese Zuidelijke Sterrenwacht (ESO) met ook het ESO Supernova Planetarium & Visitor Centre en een aantal onderzoeksinstituten van overheid en privé, waaronder ook het onderzoekscentrum van BMW M.